# Liolaemus frassinettii
Espèce
Liolaemus frassinettii est une espèce de sauriens de la famille des Liolaemidae.

## Répartition
Cette espèce est endémique des régions côtières de la région métropolitaine de Santiago au Chili.

## Publication originale
- Núñez, 2007 : Liolaemus frassinettii, nueva especie de lagartija para los Altos de Cantillana, Region Metropolitana (Reptilia: Sauria). Boletín del Museo Nacional de Historia Natural de Chile, vol. 56, p. 81-88.